# Grand Prix de Macao de Formule 3 1983

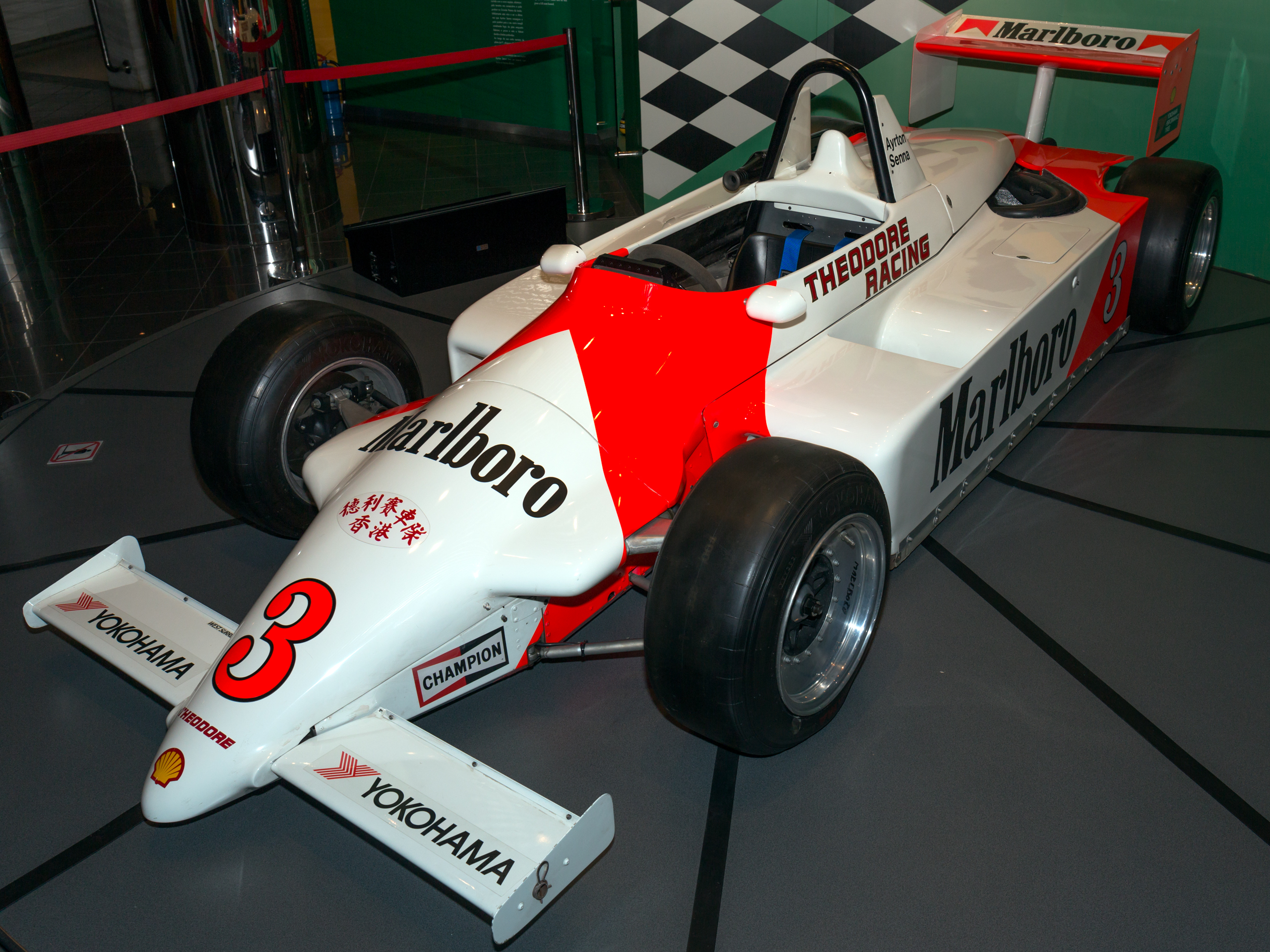
La Ralt RT3 d'Ayrton Senna au Grand Prix Museum, victorieuse de la course.

Le Grand Prix de Macao de Formule 3 1983 est la 1re édition de Formule 3 représentant la 30e édition de l'épreuve macanaise réservée aux monoplaces. Elle s'est déroulée le 20 novembre 1983 sur le tracé urbain de Guia.

## Historique
En 1983, la direction du Grand Prix de Macao intègre le règlement pour organiser des courses de Formule 3, la Ralt RT3 domine la grille de départ. Dix-neuf des 25 voitures inscrites pour la course sont sorties de l'usine de Surrey (Angleterre) du fondateur Ron Tauranac. La Ralt RT3 possède la particularité d'utiliser les principes de l'effet de sol mis au point en Formule 1 avec la présence d'ailerons et béquets.

## Participants
| No                         | Pilotes              | Voitures         | Écuries                            |
| -------------------------- | -------------------- | ---------------- | ---------------------------------- |
| 1                          | Roberto Guerrero     | Ralt Toyota      | Eddie Jordan / Theodore Racing     |
| 2                          | Martin Brundle       | Ralt Toyota      | Eddie Jordan / Theodore Racing     |
| 3                          | Ayrton Senna         | Ralt Toyota      | West Surrey Racing (en) / Theodore |
| 5                          | Davy Jones           | Ralt Volkswagen  | Murray Taylor Racing               |
| 7                          | Eje Elgh             | Hayashi Toyota   | Autobacs Racing Team               |
| 8                          | Tiff Needell         | Ralt Toyota      | Autobacs Racing Team               |
| 9                          | David Hunt           | Ralt Volkswagen  | David Price Racing                 |
| 10                         | Jean-Louis Schlesser | Ralt Volkswagen  | David Price Racing                 |
| 11                         | Mario Hytten (en)    | Ralt Toyota      | Murray Taylor Racing               |
| 14                         | Tommy Byrne          | Anson Alfa Romeo | Anson Racing                       |
| 15                         | Franz Konrad         | Anson Volkswagen | Volkswagen Motorsport              |
| 16                         | Cathy Muller         | Ralt Volkswagen  | Elf / Volkswagen                   |
| 17                         | Pierluigi Martini    | Ralt Alfa Romeo  | Luciano Pavesi (pl)                |
| 18                         | Kris Nissen          | Ralt Alfa Romeo  | MC Motorsport                      |
| 19                         | Jo Zeller (en)       | Ralt Toyota      | Jo Zeller Racing                   |
| 21                         | Gerhard Berger       | Ralt Alfa Romeo  | Trivellato Racing                  |
| 22*                        | Leo Andersson (pl)   | Ralt Toyota      | Leo Andersson Racing               |
| 55                         | Gary Gibson          | Ralt Toyota      | Lep Racing                         |
| 66                         | Vern Schuppan        | Ralt Toyota      | Equipe 66                          |
| 72                         | Bob Earle            | Ralt Toyota      | Flying Tigers Racing               |
| 74                         | Price Cobb           | Ralt Toyota      | Flying Tigers Racing               |
| 75                         | Stanley Dickens      | Anson Toyota     | Avia Anson Racing                  |
| —                          | Allen Berg           | Ralt Toyota      | Eddie Jordan Racing                |
| –*                         | Claudio Langes       | Anson Alfa Romeo | Anson Racing                       |
| –*                         | Cor Euser            | Anson Toyota     | Anson Racing                       |
| Légende : * → Non partant. |                      |                  |                                    |

## 1recourse
Qualification
| Ligne | Positions sur la grille de départ        | Positions sur la grille de départ     | Positions sur la grille de départ |
| ----- | ---------------------------------------- | ------------------------------------- | --------------------------------- |
| 1re   | 1. Ayrton Senna (2 min 22 s 020)         | 2. Roberto Guerrero (2 min 22 s 180)  |                                   |
| 2e    | 3. Martin Brundle (2 min 22 s 260)       | 4. Pierluigi Martini (2 min 23 s 030) |                                   |
| 3e    | 5. Gerhard Berger (2 min 23 s 850)       | 6. Eje Elgh (2 min 23 s 970)          |                                   |
| 4e    | 7. Jean-Louis Schlesser (2 min 24 s 420) | 8. Tommy Byrne (2 min 24 s 480)       |                                   |
| 5e    | 9. Davy Jones (2 min 24 s 490)           | 10. Bob Earle (2 min 25 s 320)        |                                   |
| 6e    | 11. Gary Gibson (2 min 26 s 040)         | 12. Price Cobb (2 min 26 s 060)       |                                   |
| 7e    | 13. Mario Hytten (2 min 26 s 240)        | 14. Tiff Needell (2 min 26 s 250)     |                                   |
| 8e    | 15. Franz Konrad (2 min 26 s 320)        | 16. David Hunt (2 min 26 s 530)       |                                   |
| 9e    | 17. Kris Nissen (2 min 26 s 630)         | 18. Cathy Muller (2 min 26 s 780)     |                                   |
| 10e   | 19. Vern Schuppan (2 min 27 s 630)       | 20. Jo Zeller (2 min 27 s 760)        |                                   |
| 11e   | 21. Stanley Dickens (2 min 27 s 850)     | 22. Leo Andersson (2 min 32 s 350)    |                                   |

Résultat
| Pos. | no | Pilotes              | Voitures         | Tours | Temps/Abd.       |
| ---- | -- | -------------------- | ---------------- | ----- | ---------------- |
| 1    | 3  | Ayrton Senna         | Ralt Toyota      | 15    | 35 min 44 s 650  |
| 2    | 1  | Roberto Guerrero     | Ralt Toyota      | 15    | + 6 s 000        |
| 3    | 21 | Gerhard Berger       | Ralt Alfa Romeo  | 15    | + 20 s 830       |
| 4    | 5  | Davy Jones           | Ralt Volkswagen  | 15    | + 24 s 000       |
| 5    | 14 | Tommy Byrne          | Anson Alfa Romeo | 15    | + 30 s 580       |
| 6    | 7  | Eje Elgh             | Hayashi Toyota   | 15    | + 39 s 530       |
| 7    | —  | Allen Berg           | Ralt Toyota      | 15    | + 1 min 6 s 100  |
| 8    | 11 | Mario Hytten         | Ralt Toyota      | 15    | + 1 min 6 s 700  |
| 9    | 72 | Bob Earle            | Ralt Toyota      | 15    | + 1 min 7 s 130  |
| 10   | 10 | Jean-Louis Schlesser | Ralt Volkswagen  | 15    | + 1 min 7 s 130  |
| 11   | 18 | Kris Nissen          | Ralt Alfa Romeo  | 15    | + 1 min 16 s 300 |
| 12   | 16 | Cathy Muller         | Ralt Volkswagen  | 15    | + 1 min 30 s 780 |
| 13   | 9  | David Hunt           | Ralt Volkswagen  | 15    | + 1 min 35 s 380 |
| 14   | 19 | Jo Zeller            | Ralt Toyota      | 15    | + 1 min 36 s 030 |
| 15   | 8  | Tiff Needell         | Ralt Toyota      | 15    | + 1 min 36 s 260 |
| 16   | 74 | Price Cobb           | Ralt Toyota      | 15    | + 1 min 39 s 790 |
| 17   | 66 | Vern Schuppan        | Ralt Toyota      | 15    | + 1 min 44 s 070 |
| 18   | 2  | Martin Brundle       | Ralt Toyota      | 15    | + 1 min 50 s 810 |
| 19   | 75 | Stanley Dickens      | Anson Toyota     | 15    | + 1 min 56 s 220 |
| 20   | 15 | Franz Konrad         | Anson Volkswagen | 15    | + 2 min 1 s 460  |

## 2ecourse
Qualification
| Ligne | Positions sur la grille de départ, | Positions sur la grille de départ, | Positions sur la grille de départ, |
| ----- | ---------------------------------- | ---------------------------------- | ---------------------------------- |
| 1re   | 1. Ayrton Senna                    | 2. Roberto Guerrero                |                                    |
| 2e    | 3. Gerhard Berger                  | 4. Davy Jones (2 min 24 s 240)     |                                    |
| 3e    | 5. Tommy Byrne                     | 6. Eje Elgh                        |                                    |
| 4e    | 7. Allen Berg (2 min 24 s 520)     | 8. Mario Hytten                    |                                    |
| 5e    | 9. Bob Earle                       | 10. Jean-Louis Schlesser           |                                    |
| 6e    | 11. Kris Nissen                    | 12. Cathy Muller                   |                                    |
| 7e    | 13. David Hunt                     | 14. Jo Zeller                      |                                    |
| 8e    | 15. Tiff Needell                   | 16. Price Cobb                     |                                    |
| 9e    | 17. Vern Schuppan                  | 18. Martin Brundle                 |                                    |
| 10e   | 19. Stanley Dickens                | 20. Franz Konrad (2 min 25 s 920)  |                                    |

Résultat
Le meilleur tour est effectué par Gerhard Berger en 2 min 21 s 160 (155,951 km/h),.
| Pos. | no | Pilotes              | Voitures        | Tours | Temps/Abd.       |
| ---- | -- | -------------------- | --------------- | ----- | ---------------- |
| 1    | 3  | Ayrton Senna         | Ralt Toyota     | 15    | 35 min 50 s 310  |
| 2    | 1  | Roberto Guerrero     | Ralt Toyota     | 15    | + 1 s 220        |
| 3    | 21 | Gerhard Berger       | Ralt Alfa Romeo | 15    | + 16 s 850       |
| 4    | 2  | Martin Brundle       | Ralt Toyota     | 15    | + 18 s 890       |
| 5    | 7  | Eje Elgh             | Hayashi Toyota  | 15    | + 34 s 850       |
| 6    | —  | Allen Berg           | Ralt Toyota     | 15    | + 35 s 110       |
| 7    | 10 | Jean-Louis Schlesser | Ralt Volkswagen | 15    | + 38 s 010       |
| 8    | 18 | Kris Nissen          | Ralt Alfa Romeo | 15    | + 50 s 860       |
| 9    | 11 | Mario Hytten         | Ralt Toyota     | 15    | + 52 s 150       |
| 10   | 72 | Bob Earle            | Ralt Toyota     | 15    | + 52 s 620       |
| 11   | 74 | Price Cobb           | Ralt Toyota     | 15    | + 1 min 18 s 390 |
| 12   | 16 | Cathy Muller         | Ralt Volkswagen | 15    | + 1 min 20 s 450 |
| 13   | 8  | Tiff Needell         | Ralt Toyota     | 15    | + 1 min 27 s 370 |
| 14   | 19 | Jo Zeller            | Ralt Toyota     | 15    | + 1 min 27 s 400 |
| 15   | 75 | Stanley Dickens      | Anson Toyota    | 15    | + 1 min 39 s 240 |

## Résultat final
| Pos. | no | Pilotes              | Voitures        | Tours | Temps/Abd.          |
| ---- | -- | -------------------- | --------------- | ----- | ------------------- |
| 1    | 3  | Ayrton Senna         | Ralt Toyota     | 30    | 1 h 11 min 34 s 960 |
| 2    | 1  | Roberto Guerrero     | Ralt Toyota     | 30    | + 7 s 320           |
| 3    | 21 | Gerhard Berger       | Ralt Alfa Romeo | 30    | + 37 s 680          |
| 4    | 7  | Eje Elgh             | Hayashi Toyota  | 30    | + 1 min 14 s 380    |
| 5    | —  | Allen Berg           | Ralt Toyota     | 30    | + 1 min 41 s 210    |
| 6    | 10 | Jean-Louis Schlesser | Ralt Volkswagen | 30    | + 1 min 45 s 140    |
| 7    | 11 | Mario Hytten         | Ralt Toyota     | 30    | + 1 min 58 s 850    |
| 8    | 72 | Bob Earle            | Ralt Toyota     | 30    | + 1 min 59 s 750    |
| 9    | 18 | Kris Nissen          | Ralt Alfa Romeo | 30    | + 2 min 7 s 160     |
| 10   | 2  | Martin Brundle       | Ralt Toyota     | 30    | + 2 min 9 s 700     |
| 11   | 16 | Cathy Muller         | Ralt Volkswagen | 30    | + 2 min 51 s 230    |
| 12   | 74 | Price Cobb           | Ralt Toyota     | 30    | + 2 min 58 s 180    |
| 13   | 19 | Jo Zeller            | Ralt Toyota     | 30    | + 3 min 3 s 430     |
| 14   | 8  | Tiff Needell         | Ralt Toyota     | 30    | + 3 min 3 s 630     |
| 15   | 75 | Stanley Dickens      | Anson Toyota    | 30    | + 3 min 35 s 460    |